# Просерпайн

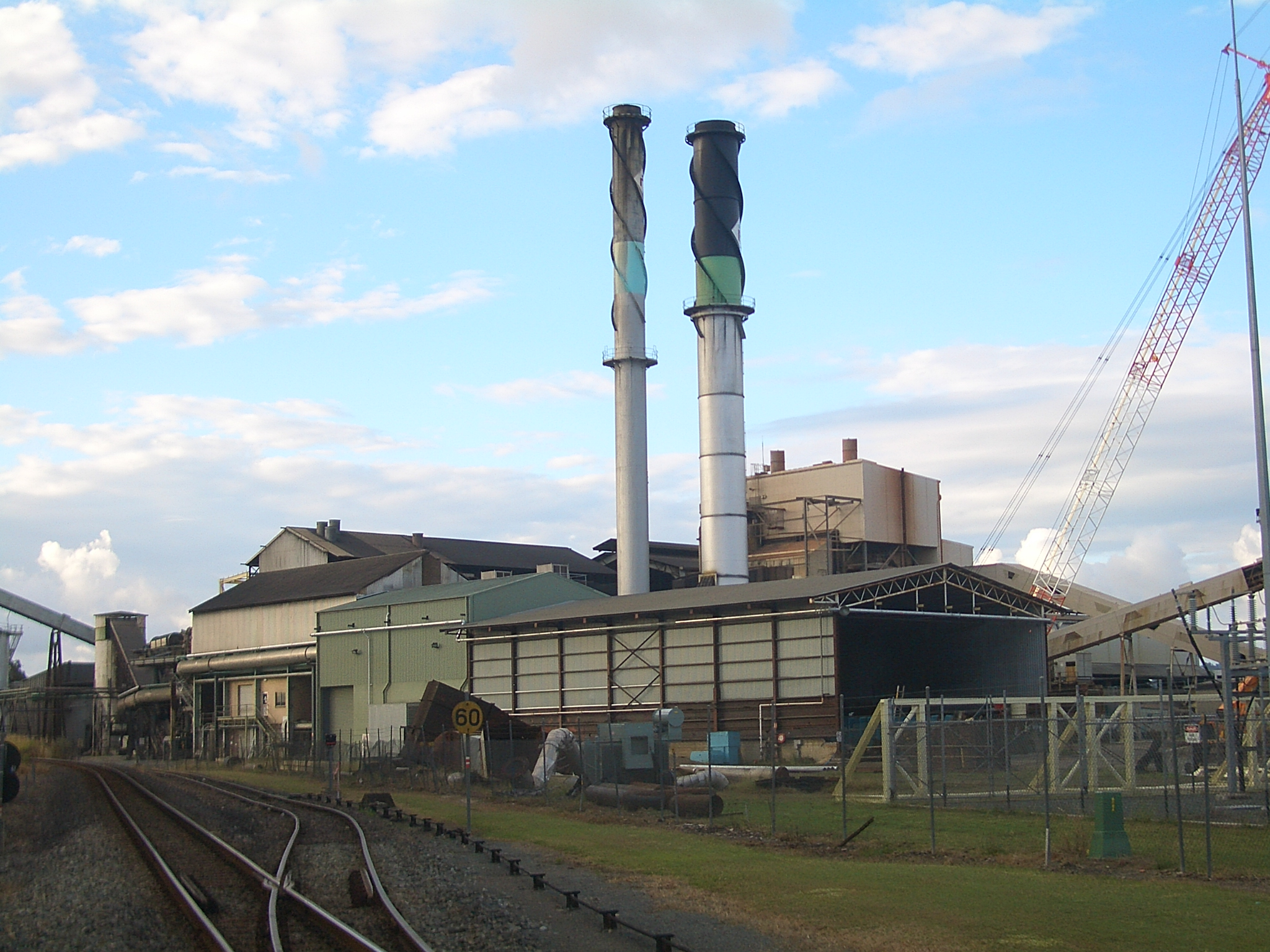
Сахарный завод в Просерпайне

Просерпайн (англ. Proserpine) — небольшой городок в штате Квинсленд, Австралия, расположенный на побережье Уитсанди к югу от Боуэна (англ. Bowen) на берегу одноимённой реки в 15 км вверх по течению, в 125 км к северу от Маккай по шоссе Брюс и в 275 км к югу от Таунсвилла. На 2006 год население городка составляло 3316 человек.

## История
Основан городок был в 1880-е годы. Название городу дал исследователь Джордж Далримпл в честь богини плодородия Персефоны (греческая богиня, которой в древнеримской мифологии соответствует Прозерпина), признав плодородие региона. С начала XIX века экономической основой существования поселения были выращивание сахарного тростника и скотоводство.

## Демография
8 августа 2006 года по результатам переписи населения в городке проживало 3 316 человек. Из них мужское население составило 50,2 %. 5,5 % от общего населения города — коренные жители (аборигены).
Средний возраст населения — 38 лет. 21,5 % населения составляют дети в возрасте до 14 лет, а 26,7 % — лица в возрасте 55 лет и старше.
В городе проживают, в основном, лица, рождённые непосредственно в Австралии. Среди жителей также присутствуют эмигрировавшие из Англии (2,3 %), Новой Зеландии (1,7 %), Италии (0,7 %), Шотландии (0,5 %) и ЮАР (0,5 %).
Язык общения — английский. Некоторые семьи общаются на итальянском, кантонском, африкаанс, индонезийском и языке ток-писин.

## Религия
В городе имеется три культовых сооружения:
- Англиканская церковь
- Воскресная христианская семья
- Церковь Единства.

26,1 % населения города исповедует католицизм, 25,9 % — англиканство, 12,3 % жителей посещает Церковь Единства, пресвитерианство и реформатскую церковь поддерживают 4,7 % населения.
Не религиозные — 15,9 %.

## Образование
В городе действует две школы: начальная и Школа Св. Катарины.

## Промышленность

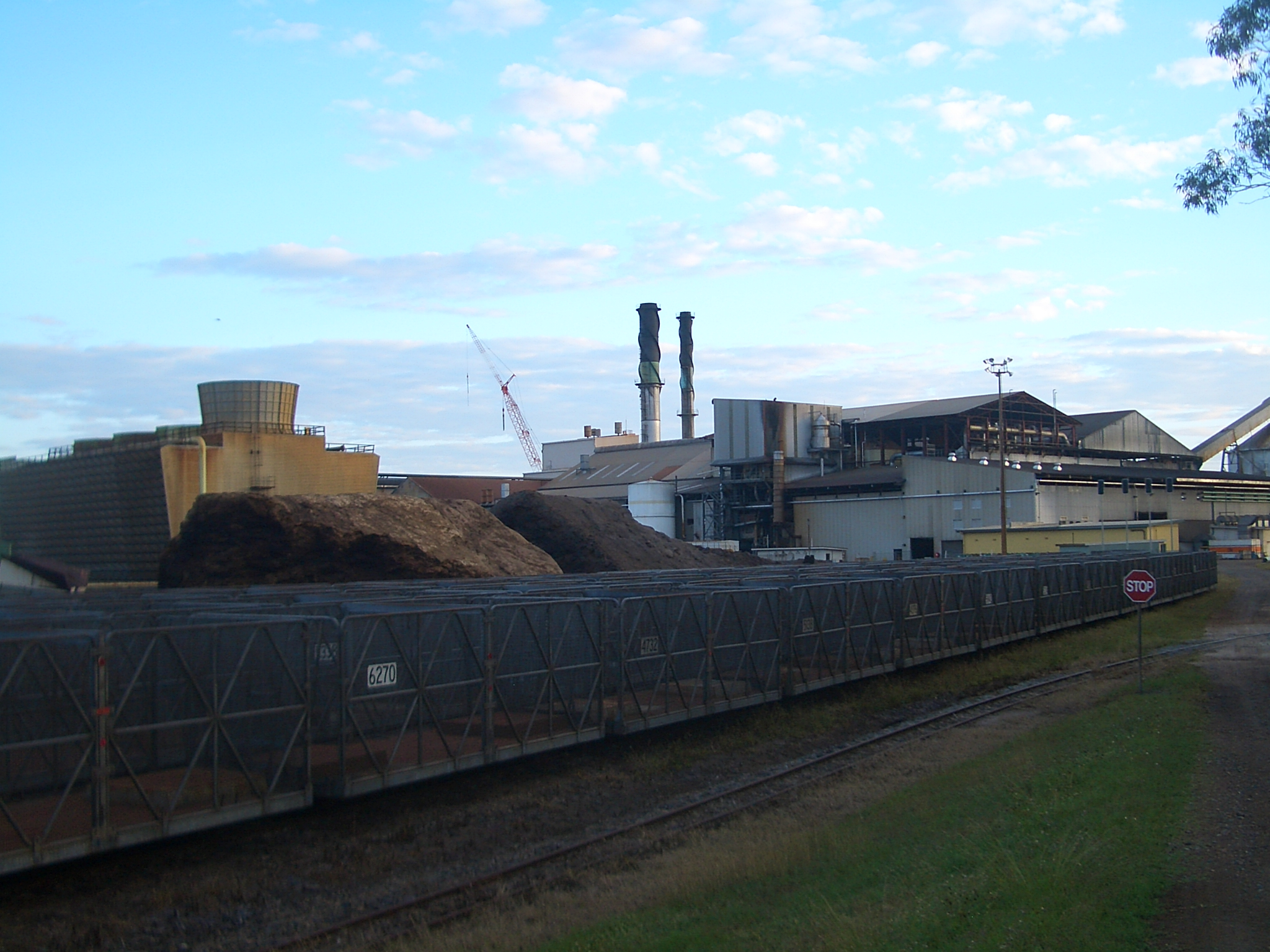
Вагонетки для сахарного тростника

Главной доминантой города является Сахарный завод Просерпайна. Завод один из первых начал производство фурфурола. На предприятии трудится 6,7 % трудоспособного населения.
Ежегодно завод перерабатывает около 2 000 000 тонн сахарного тростника, из которого производится 285 000 тонн сахара, идущего на экспорт.
История переработки сахарного тростника берёт своё начало в 1880-е годы с плантаций и ручного труда. Первыми рабочими были итальянские эмигранты. Об их изнурительной работе опубликована книга «A Heart in Two Places» («Сердце в двух местах»). Сегодня сбор тростника механизирован комбайнами (с кондиционерами), способными собирать и обрабатывать более 1 тонны в минуту.

## Климат
| Показатель              | Янв.  | Фев. | Март | Апр. | Май  | Июнь | Июль | Авг. | Сен. | Окт. | Нояб. | Дек. | Год  |
| ----------------------- | ----- | ---- | ---- | ---- | ---- | ---- | ---- | ---- | ---- | ---- | ----- | ---- | ---- |
| Абсолютный максимум, °C | 41,72 | 37,4 | 36,2 | 36,7 | 31,1 | 29,6 | 29,7 | 33,2 | 35,1 | 36,5 | 38,9  | 42,4 | 42,4 |
| Средний максимум, °C    | 32,0  | 31,0 | 30,1 | 28,2 | 25,9 | 24,0 | 23,5 | 25,3 | 27,5 | 29,9 | 31,5  | 32,3 | 28,4 |
| Средний минимум, °C     | 22,5  | 22,8 | 21,6 | 19,3 | 16,2 | 12,2 | 11,5 | 12,8 | 14,9 | 18,0 | 20,4  | 21,9 | 17,8 |
| Абсолютный минимум, °C  | 18,1  | 17,7 | 13,9 | 10,7 | 5,3  | 2,2  | 1,4  | 2,4  | 5,1  | 9,0  | 13,2  | 16,1 | 1,4  |
| Норма осадков, мм       | 379   | 384  | 318  | 153  | 95   | 66   | 40   | 34   | 39   | 40   | 71    | 174  | 1793 |
| Источник:               |       |      |      |      |      |      |      |      |      |      |       |      |      |